# Salchstattbach
Der Salchstattbach in Oberbayern ist ein Zufluss zum Starnberger See auf dessen Südostseite.
Der Bach entsteht westlich von Holzhausen am Starnberger See, fließt in weitgehend westlicher Richtung und mündet bei Seeheim von Osten in den Starnberger See. Sein Wasser versickert teilweise vor dessen Mündung in quartären Kiesen.